# Johan Nikolaus Söderling

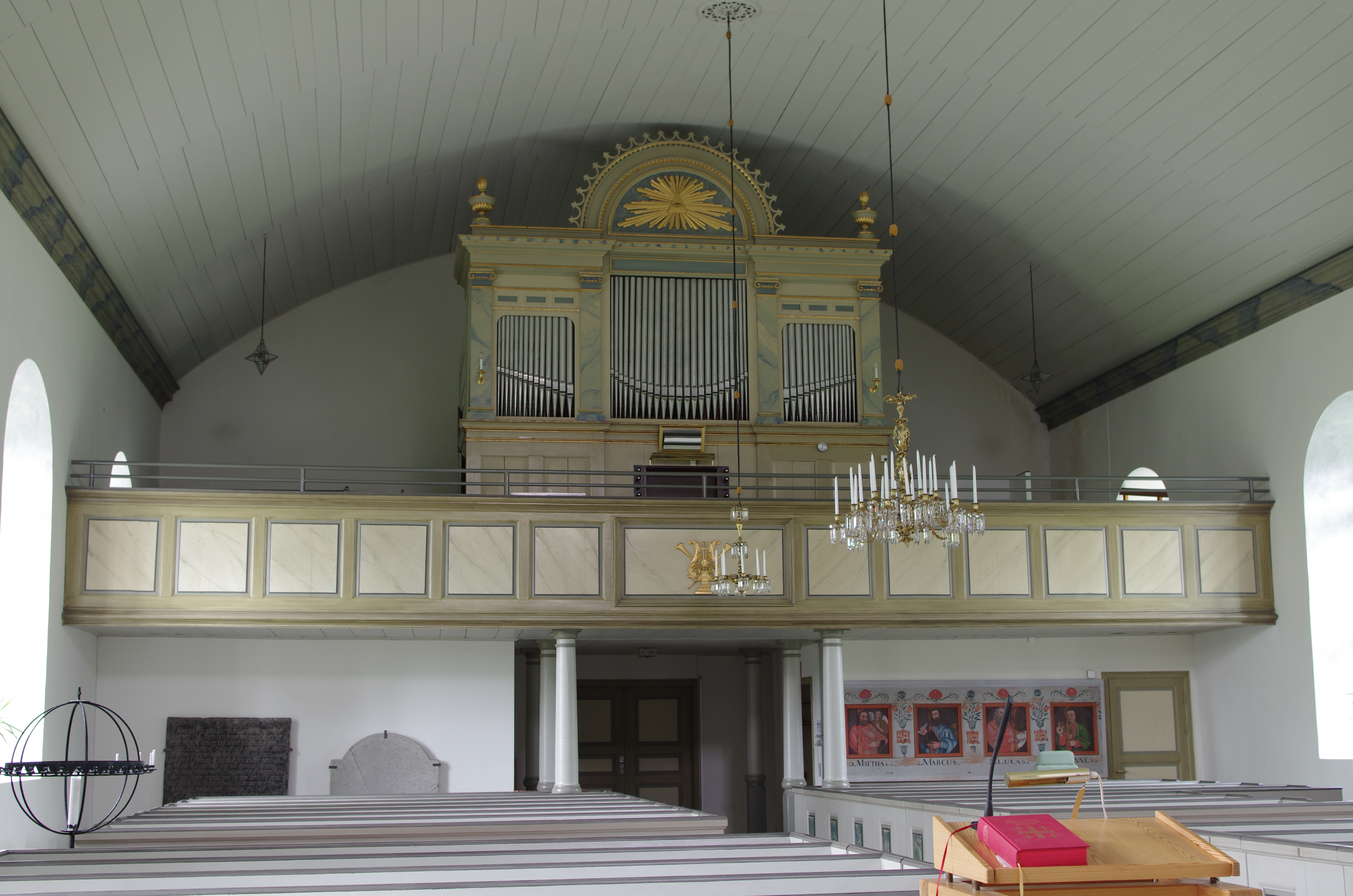
Orgeln från 1861 i Fröjereds kyrka.

Johan Niklas Söderling, född 5 mars 1802 i Mariestad, död 23 mars 1890 i Göteborg, var en svensk orgelbyggare. 
Fadern var salteriinspektören och amatörorgelbyggaren Mårten Bernhard Söderling (1768–1836). Han var elev i orgel- och pianospel hos Göteborgs domkyrkoorganist och även själv verksam som organist omkring 1820. 
Han lärde troligen orgelbyggeri av fadern och av organisten och orgelbyggaren Peter Strömblad. Han byggde först några mindre orglar samt ett verk med elva stämmor till Västra Tunhems kyrka 1823.

## J N, E & C Söderling
Söderling övertog faderns verkstad, som låg vid Oljekvarn i Majorna, vid 1830-talets början tillsammans med bröderna Emanuel (1806–1853) och Carl Fredrik (1813–1872). Firmanamnet var J N, E & C Söderling i vilken Johan Niklas var den ledande. Han avlade orgelbyggarexamen 1840. Söderling brukade samla stadens kulturpersonligheter i sitt hem. Han var den förste i stadsfullmäktige att väcka frågan om att upplåta Slottsskogen som allmän park och han var även aktiv då det gällde att starta bildningscirklar och på andra sätt främja folkbildningen och musiklivet.
Orgelbyggeriet kom att bli det dominerande i västra och södra Sverige där man byggde över 150 större och mindre orglar. Ett tjugotal av dessa är ännu i bruk. Man anser att de orglar som byggdes före 1860-talet var de klangligt bästa. Det välbevarade verken i Voxtorps kyrka, Jönköpings län och i Väse kyrka är representativa för Söderlings kunnande. Söderling invaldes 1866 som associé av Kungliga Musikaliska Akademien. 
På grund av nedsatt syn tvingades han att upphöra med sitt arbete och 1874 övertogs firman av Salomon Molander och Erik Gustaf Eriksson.

## Orglar
| År        | Ursprunglig kyrka               | Stift      | Bild | Manualer | Pedal | Stämmor | Bevarad orgel/fasad | Övrigt |
| --------- | ------------------------------- | ---------- | ---- | -------- | ----- | ------- | ------------------- | --- |
| 1826      | Norra Härene kyrka              | Skara      |      |          |       |         |                     | Tillsammans med fadern Mårten Bernhard Söderling. |
| 1830      | Svenljunga kyrka                | Göteborgs  |      |          |       |         |                     | Tillsammans med fadern Mårten Bernhard Söderling. |
| 1831      | Sexdrega kyrka                  | Göteborgs  |      |          |       |         |                     | Tillsammans med fadern Mårten Bernhard Söderling. |
| 1831      | Västra Frölunda kyrka           | Göteborgs  |      |          |       |         | Ja/Ja               | Står nu i Högsjö kyrka, Ångermanland. |
| 1833      | Ås kyrka, Halland               | Göteborgs  |      |          |       |         |                     | |
| 1834      | Rolfstorps kyrka                | Göteborgs  |      |          |       |         |                     | |
| 1835      | Grimetons kyrka                 | Göteborgs  |      |          |       |         |                     | |
| 1835      | Eftra kyrka                     | Göteborgs  |      |          |       |         |                     | |
| 1836      | Ljungarums kyrka                | Växjö      |      |          |       |         |                     | |
| 1837      | Kyrkefalla kyrka                | Skara      |      |          |       |         |                     | |
| 1837      | Göteborg Nya Varvet             |            |      |          |       |         |                     | Senare flyttad till Hangvar kyrka. |
| 1839      | Enslövs kyrka                   | Göteborgs  |      |          |       |         |                     | |
| 1839      | Tjärby kyrka                    | Göteborgs  |      |          |       |         |                     | |
| 1840      | Onsala kyrka                    | Göteborgs  |      |          |       |         |                     | |
| 1840      | Ambjörnarps kyrka               | Göteborgs  |      |          |       |         |                     | |
| 1841      | Tidaholms kyrka                 | Skara      |      |          |       |         |                     | Senare i Elings kyrka. |
| 1841      | Asmundtorps kyrka               | Lunds      |      |          |       |         |                     | |
| 1842      | Östra Karups kyrka              | Lunds      |      |          |       |         | Ja/Ja               | |
| 1842      | Järpås kyrka                    | Skara      |      |          |       |         |                     | |
| 1842      | Stenstorps kyrka                | Skara      |      |          |       |         |                     | |
| 1842      | Breareds kyrka                  | Göteborgs  |      |          |       |         |                     | |
| 1842      | Södra Unnaryds kyrka            | Växjö      |      |          |       |         |                     | |
| 1844      | Reftele kyrka                   | Växjö      |      |          |       |         |                     | |
| 1844      | Bredareds kyrka                 | Skara      |      |          |       |         |                     | |
| 1844      | Södra Hestra kyrka              | Växjö      |      |          |       |         |                     | |
| 1844      | Hassle kyrka                    | Skara      |      |          |       |         |                     | |
| 1844      | Älvsåkers kyrka                 | Göteborgs  |      |          |       |         |                     | |
| 1845      | Skatelövs kyrka                 | Växjö      |      |          |       |         |                     | |
| 1845      | Berghems kyrka                  | Göteborgs  |      |          |       |         |                     | |
| 1846      | Torekovs kyrka                  | Lunds      |      |          |       |         |                     | |
| 1846      | Skummeslövs kyrka               | Göteborgs  |      |          |       |         |                     | |
| 1847      | Örslösa kyrka                   | Skara      |      |          |       |         |                     | |
| 1848      | Sparlösa kyrka                  | Skara      |      |          |       |         |                     | |
| 1848      | Askome kyrka                    | Göteborgs  |      |          |       |         |                     | |
| 1848      | Horns kyrka, Västergötland      | Skara      |      |          |       |         | Ja/Ja               | |
| 1849      | Björsäters kyrka, Västergötland | Skara      |      |          |       |         |                     | |
| 1849      | Kinnareds kyrka                 | Göteborgs  |      |          |       |         |                     | |
| 1849      | Lunda kyrka, Halland            |            |      |          |       |         |                     | |
| 1849      | Örkelljunga kyrka               | Lunds      |      |          |       |         |                     | |
| 1850      | Fleninge kyrka                  | Lunds      |      |          |       |         |                     | |
| 1850      | Dädesjö nya kyrka               | Växjö      |      |          |       |         |                     | |
| 1850      | Varbergs kyrka                  | Göteborgs  |      |          |       |         |                     | |
| 1850      | Lena kyrka, Västergötland       | Skara      |      |          |       |         |                     | |
| 1851      | Hörby kyrka                     | Lunds      |      |          |       |         |                     | |
| 1852      | Myckleby kyrka                  | Göteborgs  |      |          |       |         |                     | |
| 1852      | Voxtorps kyrka, Jönköpings län  | Växjö      |      |          |       |         | Ja/Ja               | Fasaden ritad av Carl-Gustaf Blom-Carlsson. |
| 1852      | Floby kyrka                     | Skara      |      |          |       |         |                     | |
| 1852      | Gårdsby kyrka                   | Växjö      |      |          |       |         | Ja/Ja               | 1935 fick orgeln pneumatisk traktur, registratur, samt utökades av A Magnussons Orgelbyggeri, Göteborg. Orgeln renoverades 1971 av Anders Perssons Orgelbyggeri, Viken. Då blev orgeln åter mekanisk. |
| 1852      | Visseltofta kyrka               | Lunds      |      |          |       |         |                     | |
| 1852      | Björlanda kyrka                 | Göteborgs  |      |          |       |         |                     | |
| 1852      | Tåstarps kyrka                  | Lunds      |      |          |       |         |                     | |
| 1853      | Fristads kyrka                  | Skara      |      |          |       |         |                     | |
| 1853      | Bollebygds kyrka                | Göteborgs  |      |          |       |         |                     | |
| 1853      | Abilds kyrka                    | Göteborgs  |      |          |       |         |                     | |
| 1853      | Laholms kyrka                   | Göteborgs  |      |          |       |         |                     | |
| 1853      | Säve kyrka                      | Göteborgs  |      |          |       |         |                     | |
| 1854      | Våxtorps kyrka                  | Göteborgs  |      |          |       |         |                     | |
| 1854      | Skålleruds kyrka                | Karlstads  |      |          |       |         |                     | |
| 1854      | Snöstorps kyrka                 | Göteborgs  |      |          |       |         |                     | |
| 1854      | Trönninge kyrka                 | Göteborgs  |      |          |       |         |                     | |
| 1854      | Södra Fågelås kyrka             | Skara      |      |          |       |         |                     | |
| 1854      | Lindbergs kyrka                 | Göteborgs  |      |          |       |         |                     | |
| 1854      | Tullstorps kyrka                | Lunds      |      |          |       |         |                     | |
| 1854      | Ökna kyrka                      | Växjö      |      |          |       | 14      | Nej/Nej             | Invigdes 20 augusti 1854. Firman Söderling hade byggt ca. 70 orgelverk innan detta. |
| 1855      | Foss kyrka                      | Göteborgs  |      |          |       |         |                     | |
| 1855      | Fuxerna kyrka                   | Göteborgs  |      |          |       |         |                     | |
| 1855      | Eldsberga kyrka                 | Göteborgs  |      |          |       |         |                     | |
| 1855      | Holms kyrka, Dalsland           | Karlstads  |      |          |       | 3       | Ja/Ja               | Blev renoverad år 1875 av E. A. Setterquist & Son, Örebro, där åtminstone en till stämma skall blivit tillagd. År 1938 flyttad till Melleruds församlingshem.                                         |
| 1855      | Bolstads kyrka                  | Karlstads  |      |          |       |         |                     | |
| 1855      | Frändefors kyrka                | Karlstads  |      |          |       |         |                     | |
| 1856      | Bro kyrka, Bohuslän             | Göteborgs  |      |          |       |         |                     | |
| 1856      | Skepplanda kyrka                | Göteborgs  |      |          |       |         |                     | |
| 1856      | Vinbergs kyrka                  | Göteborgs  |      |          |       |         |                     | |
| 1857      | Ljungby kyrka, Halland          | Göteborgs  |      |          |       |         |                     | |
| 1857      | Nottebäcks kyrka                | Växjö      |      |          |       |         |                     | |
| 1857      | Fridene kyrka                   | Skara      |      |          |       |         |                     | |
| 1858      | Torslanda kyrka                 | Göteborgs  |      |          |       |         |                     | |
| 1858      | Väse kyrka                      | Karlstads  |      |          |       |         | Ja/Ja               | |
| 1858      | Länghems kyrka                  | Göteborgs  |      |          |       |         |                     | |
| 1858      | Släps kyrka                     | Göteborgs  |      |          |       |         |                     | |
| 1858      | Träslövs kyrka                  | Göteborgs  |      |          |       |         |                     | |
| 1858      | Mönsterås kyrka                 | Växjö      |      |          |       |         |                     | |
| 1859      | Rydaholms kyrka                 | Växjö      |      |          |       |         |                     | |
| 1859      | Osby kyrka                      | Lunds      |      |          |       |         |                     | |
| 1859      | Morups kyrka                    | Göteborgs  |      |          |       |         |                     | |
| 1860      | Värmdö kyrka                    | Uppsala    |      |          |       |         |                     | |
| 1860      | Edsvära kyrka                   | Skara      |      |          |       |         |                     | |
| 1860      | Tvärreds kyrka                  | Skara      |      |          |       |         |                     | |
| 1860      | Dalby kyrka, Värmland           | Karlstads  |      |          |       |         |                     | |
| 1860      | By kyrka, Värmland              | Karlstads  |      |          |       |         |                     | |
| 1861      | Bro kyrka, Värmland             | Karlstads  |      |          |       |         |                     | |
| 1861      | Fröjereds kyrka                 | Skara      |      |          |       |         | Ja/Ja               | |
| 1861      | Sankt Ibbs gamla kyrka          | Lunds      |      |          |       |         | Ja/Ja               | |
| 1861      | Södra Råda kyrka                |            |      |          |       |         |                     | |
| 1861      | Värsås kyrka                    | Skara      |      |          |       |         |                     | |
| 1861      | Harestads kyrka                 | Göteborgs  |      |          |       |         |                     | |
| 1861      | Tanums kyrka                    |            |      |          |       |         |                     | |
| 1862      | Uvereds kyrka                   | Skara      |      |          |       |         | Ja/Nej              | Endast Söderlings fasad är bevarad. |
| 1862      | Gökhems kyrka                   | Skara      |      |          |       |         |                     | |
| 1862      | Svenstorps kyrka                | Lunds      |      |          |       |         |                     | |
| 1862      | Säby kyrka, Skåne               | Lunds      |      |          |       |         |                     | |
| 1862      | Starby kyrka                    | Lunds      |      |          |       |         |                     | |
| 1862      | Sireköpinge kyrka               | Lunds      |      |          |       |         |                     | |
| 1862      | Ucklums kyrka                   | Göteborgs  |      |          |       |         | Ja/Ja               | |
| 1863      | Hofterups kyrka                 | Lunds      |      |          |       |         |                     | |
| 1863      | Forshälla kyrka                 | Göteborgs  |      |          |       |         |                     | |
| 1863      | Stora Lundby kyrka              | Göteborgs  |      |          |       |         |                     | |
| 1863      | Skallsjö kyrka                  | Göteborgs  |      |          |       |         |                     | |
| 1863      | Hultsjö kyrka                   | Växjö      |      |          |       |         |                     | |
| 1863      | Fröderyds kyrka                 | Växjö      |      |          |       |         |                     | |
| 1863      | Borrby kyrka                    | Lunds      |      |          |       |         |                     | |
| 1863      | Carl Johans kyrka               | Göteborgs  |      |          |       |         |                     | |
| 1864      | Bunkeflo kyrka                  | Lunds      |      |          |       |         |                     | |
| 1864      | Källstorps kyrka                | Lunds      |      |          |       |         | Ja/Ja               | |
| 1864      | Löderups kyrka                  | Lunds      |      |          |       |         |                     | |
| 1865      | Skredsviks kyrka                | Göteborgs  |      |          |       |         |                     | |
| 1865      | Starrkärrs kyrka                | Göteborgs  |      |          |       |         |                     | |
| 1865      | Torsö kyrka                     | Skara      |      |          |       |         |                     | |
| 1865      | Gislövs kyrka                   | Lunds      |      |          |       |         |                     | |
| 1865      | Hörups kyrka                    | Lunds      |      |          |       |         |                     | |
| 1865/1866 | Svanshals kyrka                 | Linköpings |      |          |       |         | Ja/Ja               | |
| 1865      | Sandhems kyrka                  | Skara      |      |          |       | 16      | Nej/Nej             | Avsynad 4 oktober 1865 av musikdirektör Johan August Mankell, Skara. Invigd 5 oktober 1865. |
| 1866      | S:t Peders kyrka                | Göteborgs  |      |          |       |         |                     | |
| 1866      | Oppmanna kyrka                  | Lunds      |      |          |       |         |                     | |
| 1866      | Kville kyrka                    | Göteborgs  |      |          |       |         |                     | |
| 1866      | Kungsbacka kyrka                | Göteborgs  |      |          |       |         |                     | |
| 1867      | Anderslövs kyrka                | Lunds      |      |          |       |         |                     | |
| 1867      | Skarstads kyrka                 | Skara      |      |          |       |         | Ja/Ja               | |
| 1867      | Hassle-Bösarps kyrka            | Lunds      |      |          |       |         | Ja/Ja               | |
| 1867      | Vånga kyrka, Skåne              | Lunds      |      |          |       |         |                     | |
| 1868      | Backa kyrka                     | Göteborgs  |      |          |       |         |                     | |
| 1869      | Gällinge kyrka                  | Göteborgs  |      |          |       |         |                     | |
| 1869      | Kareby kyrka                    | Göteborgs  |      |          |       |         | Ja/Ja               | |
| 1869/1870 | Lugnås kyrka                    | Skara      |      |          |       |         | Ja/Ja               | |
| 1870      | Frillesås kyrka                 | Göteborgs  |      |          |       |         |                     | |
| 1870      | Idala kyrka                     | Göteborgs  |      |          |       |         |                     | |
| 1870      | Nävlinge kyrka                  | Lunds      |      |          |       |         | Ja/Ja               | |
| 1870      | Hanhals kyrka                   | Göteborgs  |      |          |       |         |                     | |
| 1870      | Klövedals kyrka                 | Göteborgs  |      |          |       |         |                     | |
| 1871      | Torsby kyrka                    | Göteborgs  |      |          |       |         |                     | |
| 1871      | Björketorps kyrka               | Göteborgs  |      |          |       |         |                     | |
| 1871      | Töllsjö kyrka                   | Göteborgs  |      |          |       |         |                     | |
| 1871      | Mollösunds kyrka                | Göteborgs  |      |          |       |         |                     | |
| 1871      | Grevbäcks kyrka                 | Skara      |      |          |       |         |                     | |
| 1872      | Solberga kyrka, Bohuslän        | Göteborgs  |      |          |       |         |                     | |
| 1872      | Leksbergs kyrka                 | Skara      |      |          |       |         |                     | |
| 1872      | Färgelanda kyrka                | Karlstads  |      |          |       |         |                     | |
| 1872      | Larvs kyrka                     | Skara      |      |          |       |         |                     | |
| 1873      | Ödsmåls kyrka                   | Göteborgs  |      |          |       |         | Ja/Ja               | |
| 1873      | Ytterby kyrka                   | Göteborgs  |      |          |       |         |                     | |
| 1874      | Fotskäls kyrka                  | Göteborgs  |      |          |       |         | Ja/Ja               | |